# Vitas
Vitaliy Vladasovich Grachyov (em russo: Виталий Владаcович Грачëв; Dunaburgo, 19 de fevereiro de 1979), mais conhecido pelo seu nome artístico Vitas (estilizado como VITAS; em russo: Витас), é um cantor, autor, compositor e ator russo de origem letã.
Conhecido por sua fabulosa execução erudita, ele recebeu o apelido de "Príncipe da Voz de Golfinho" (海豚 音 王子, pinyin: Hǎitún yin wángzǐ) na China. Sua música incorpora elementos do Techno, dance, clássica, Jazz, indie-pop, Romances e Baladas. Sua canção de 2000, "Opera No. 2" ("Opera #2"; lançada como single em 2000) é muito popular na Internet e responsável por grande parte de seu reconhecimento mundial. Além disso, sua performance ao vivo da canção "Smile" na turnê Songs of My Mother viralizou no Brasil. Ele desenha as suas roupas de cena. DIVA (ДИВА) é o nome da banda que acompanha Vitas. Desde 2006 sua carreira avançou para os mercados asiáticos. Fez muitos duetos com outros cantores, incluindo o seu próprio avô, Arkadiy Davidovitch (Аркадий Давыдович), com quem cantava a música "Amizade".

## Biografia

### Infância e início da carreira
Nascido Vitaliy Vladasovitch Grachyov (russo: Вита́лий Владасович Грачёв) em 19 de fevereiro de 1979, na cidade de Dunaburgo na Letônia, Vitas quando criança, se mudou e cresceu em Odessa, na Ucrânia. De família humilde, Vitas vivia com sua família em um bairro de classe baixa, seus pais trabalhavam excessivamente para que pudessem sustentá-lo. Mostrou grande aptidão pela música desde tenra idade. Ainda muito pequeno, por incentivo de seu avô ele aprendeu a tocar acordeão, percebendo o talento do menino, seu avô o colocou para ter aulas que lhe ajudassem a aprimorar seus talentos com o acordeon e também aulas de piano, atuação e canto. Ele começou a escrever canções ainda quando criança. Frequentou a escola de arte em Odessa e durante a adolescência participou em produções teatrais. Foi "descoberto" por uma visita do produtor e empresário, Sergey Pudovkin, que ao presenciar o talento vocal do jovem de apenas 19 anos, fez um convite à Vitas para que fosse à Moscou com ele, assim mostrando suas habilidades para a mídia russa. Isto aconteceu logo depois que Vitas terminou a 9ª série. Poucos anos após iniciar sua carreira, sua mãe, Lilia Grachyova, morreu de um ataque cardíaco no ano de 2001. Em 2003, Vitas fez a música "Mama", totalmente dedicada a ela.

### Fama
Vitas chamou a atenção do público na Rússia em dezembro de 2000 com o hit Ópera No. 2, que é notável pela sua voz surpreendentemente aguda e enérgica.
Seu programa-concerto Filosofia do Milagre estreou no Palácio Estatal do Kremlin em 29 de março de 2002, o que estabelece um recorde par mea Vitas como o artista mais jovem a realizar um show solo neste local de prestígio. Foi lançado um DVD deste concerto. Apresentou a coleção de moda "Sonhos de Outono" no palco do Palácio Estatal do Kremlin em 29 de Setembro de 2002.
Vitas recebeu um convite de Lucio Dalla, compositor que criou "Caruso", para cantar esta canção juntamente com o autor no concerto "San Remo em Moscou", realizada no Palácio Estatal do Kremlin em 2003. A voz de Vitas encantou não só o público mas também o próprio Dalla, que convidou Vitas para ir a Roma participar do ensaio de "Toska", uma versão moderna da lendária ópera.
Vitas apresentou o seu segundo concerto solo "As Canções de Minha Mãe" na Sala de Espetáculos "Rossiya", Moscou, em Novembro de 2003. O álbum "As Canções da Minha Mãe" inclui as canções que são consideradas as reservas de ouro da música russa. Outro álbum "Mamãe" inclui novas canções compostas por Vitas. Os dois álbuns foram dedicados à sua mãe que morreu em 2001. A companhia de Vitas, o Centro de Produções "Pudovkin", organizou uma grande turnê mundial com o programa "As Canções de Minha Mãe" na Rússia e os Estados Unidos, Alemanha, Cazaquistão, Israel e os Países Bálticos em 2004-2006.
Vitas estrelou um programa de televisão do gênero mistério e suspense chamado "Adorável Patife" em português, e "Сволочь ненаглядная" em russo, em que interpretou um cantor pop com uma voz excepcionalmente aguda. Ele também estrelou em uma comédia chamada Dia Doido.

### Desenvolvimento da música e imagem
Em junho de 2006, Vitas foi convidado pela Televisão Central da China para participar do grande evento "O Ano da Rússia na China" em Pequim. Vitas apresentou duas músicas, "A Estrela" e "Ópera Nº 2". O seu alcance vocal é de 5 (cinco) oitavas.
A turnê de Vitas "Regresso a Casa" começou em 2006. Mais de 20 novas composições de Vitas foram incluídas nesta turnê. Os concertos realizados em São Petersburgo e Moscou foram  posteriormente lançados em DVD.
Em outubro de 2007, Vitas assinou com a agora extinta gravadora americana Gemini Sun Records. A Gemini Sun lançou a compilação Audio Visual Connect Series em CD + DVD set com 8 vídeos de música e um CD de áudio.
Em 2008, ele também lançou seu único single Luz de um novo dia, uma trilha de 40 minutos de vocalização e música. A obra está disponível como um download gratuito em seu site oficial.
A turnê "Noite Sem Sono" inclui concertos na China. Vitas realizou seu show "Regresso a Casa" em Bucareste, na Romênia, em 25 de fevereiro de 2009. Este concerto foi transmitido pelas redes de televisão romena TVR2 e TVRI, conseguindo sua maior audiência em 12 meses. Um concerto beneficente, com Vitas interpretando "A estrela" foi realizada em 12 de Maio de 2009, na província de Sichuan, em memória das vítimas do terremoto que ocorreu no ano anterior; a canção "Mamã e Filho" foi lançado no final de outubro de 2009, em lembrança das vítimas do terremoto. Esta é a primeira faixa-título do novo álbum "Mamã e Filho" (lançado em 1 de setembro de 2011), que inclui novas canções, como "C'est La Vie", "Eu Gostaria De Mais Uma Vez", "Ensine-me Pai!", "O canto do golfinho fey", "A Pequena Gralha" e outros.
Vitas interpretou o papel de Wude no filme chinês Mulan, que estreou em Pequim em 16 de novembro de 2009.
No início de 2011, Vitas realizou uma série de sete concertos Noite Sem Sono nos EUA. Os concertos foram realizados em Nova York, Toronto, Chicago, Miami, Vancouver, Los Angeles e San Francisco.
Vitas interpreta o papel de Grigori Voitinsky no filme chinês A Fundação de um Partido, lançado em 2011. Participa também no filme musical Uma Noite Para Ser uma Estrela.
Em julho de 2015 a música do Vitas de 2001 "The 7th Element" (O Sétimo Elemento, em português) se tornou viral depois de uma postagem no Reddit.
Em 2017 Vitas se tonou viral novamente, sobretudo no Brasil, onde páginas do Facebook criaram memes usando o videoclipe dessa música. Em 28 de setembro, ele agradeceu estas pela sua popularidade. Na época, ele se tornou dono de um aplicativo chamado Taingle (atualmente indisponível). Uma rede social criada com o objetivo de unir fãs e admiradores dele de todo o mundo.
Em 2016, foi iniciado na China a produção de uma figura de cera de Vitas que foi finalizada em 2018. A figura de cera foi exibida em 137 museus na China e Coréia. Logo depois, no Japão, Indonesia, e Filipinas.

## Vida pessoal
Vitas sempre escondia sua vida pessoal e não fazia entrevistas sobre o assunto. Embora tenha negado romances por muitos anos no início de sua carreira, por volta dos seus 19 anos, em um concerto que realizava em Odessa, conheceu uma garota chamada Svetlana, de 15 anos, pela qual ele se apaixonou completamente e passou a morar com ela na Rússia. Eles se casaram em 2006 e tiveram três filhos: Alla (nascida em 2008), Maxim (nascido em 2014) e Alicia (nascida em 2021). 
Sua filha, Alla Grachyova, também é cantora, e tem participado de vários concertos com o pai na China, além de ter lançado seus próprios singles.

## Família
- Avô - Arkadiy Davidovich Marantzman, (5 de maio de 1923 - 29 de julho de 2013)
- Pai - Vladas Arkadevich Grachyov (16 de dezembro de 1947 - 17 de Outubro de 2020)
- Mãe - Lilia Mihailovna Grachyova (Falecida em 15 de julho de 2001)
- Esposa - Svetlana Grankovskaya (Nascida em 7 de junho de 1984)
- Filha - Alla Grachyova (Nascida em 21 de novembro de 2008)
- Filho - Maxim Grachyov (Nascido em 26 de dezembro de 2014)
- Filha - Alice Grachyova (Nascida em 18 de maio de 2021)

## Discografia

### Álbuns
| Ano  | Original                                  | Português                                             |
| ---- | ----------------------------------------- | ----------------------------------------------------- |
| 2001 | Философия чуда                            | Filosofia do Milagre                                  |
| 2002 | Улыбнись!                                 | Sorria!                                               |
| 2003 | Мама                                      | Mamãe                                                 |
| 2003 | Песни моей мамы                           | As Canções de Minha Mãe                               |
| 2004 | Поцелуй длиною в вечность                 | Um Beijo Tão Longo Quanto a Eternidade                |
| 2006 | Возвращение домой Часть 1                 | Regresso a Casa Parte 1                               |
| 2007 | Криком Журавлиным, Возвращение домой II   | O Grito de um Grou: Regresso a Casa Parte 2           |
| 2007 | KHAM. The Best                            | KHAM. O Melhor                                        |
| 2007 | Vitas - Myth of the Shaking Soul Voice    | Vitas - O Mito da Voz que Alcança a Alma              |
| 2007 | Vitas - Myth of the Shaking Soul Voice II | Vitas - O Mito da Voz que Alcança a Alma II           |
| 2008 | Шанхай Return Home                        | Shanghai Regresso a Casa                              |
| 2008 | Хиты ХХ века                              | Hits do Século XX                                     |
| 2008 | Gemini Sun Records                        | Gravações da Gemini Sun                               |
| 2008 | EVOLUTION LTD                             | EVOLUÇÃO LTD                                          |
| 2009 | Скажи, что ты любишь                      | Diga que Você Ama                                     |
| 2010 | Шедевры трех веков                        | Obras-primas de Três Séculos                          |
| 2010 | Шанхай, Бессонная ночь                    | Shanghai, Noite de Insonia                            |
| 2010 | Grand Collection                          | Grande Coleção                                        |
| 2011 | Скажи, что ты любишь.Шанхай               | Diga que Você Ama.Shanghai                            |
| 2011 | Романсы                                   | Romances                                              |
| 2011 | Мама и Сын                                | Mãe e Filho                                           |
| 2013 | Только ты. История моей любви. Часть 1    | Só Você. Minha História de Amor. Parte 1              |
| 2014 | Я подарю мир. История моей любви. Часть 2 | Eu lhe darei o mundo. Minha História de Amor. Parte 2 |
| 2016 | Made In China                             | Feito Na China                                        |
| 2016 | 为你而来                                  | Vim Só Por Você                                       |
| 2017 | Выбирай любовь                            | Escolha Amor                                          |
| 2019 | Бит Бомбит                                | Batidas Bombásticas                                   |

### Singles
| Ano  | Original                                         | Português                |
| ---- | ------------------------------------------------ | ------------------------ |
| 2001 | Опера №2                                         | Ópera #2                 |
| 2001 | Goodbye                                          | Adeus                    |
| 2008 | Свет Нового Дня                                  | Luz de Um Novo Dia       |
| 2010 | 真童话, Шанхай                                   | Conto de Fadas, Shanghai |
| 2015 | That Song (Remix de 7th Element por Drangabeats) | Essa Canção              |
| 2019 | Бит бомбит                                       | Bit Bombit               |
| 2019 | Радуга                                           | Arco-Íris                |
| 2019 | Секрет                                           | Segredo                  |
| 2019 | Навсегда                                         | Para Sempre              |

### Vídeos
| Ano  | Original                        | Português                                  |
| ---- | ------------------------------- | ------------------------------------------ |
| 2000 | Опера №2                        | Ópera #2                                   |
| 2001 | Опера №1                        | Ópera #1                                   |
| 2001 | Блаженный Гуру                  | Bendito Guru                               |
| 2002 | Улыбнись!                       | Sorria!                                    |
| 2003 | Звезда                          | A Estrela                                  |
| 2003 | Мама                            | Mamãe                                      |
| 2004 | Птица Счастья                   | O Pássaro da Felicidade                    |
| 2004 | Поцелуй Длиною В Вечность       | Um Beijo Tão Longo Quanto a Eternidade     |
| 2005 | Берега России                   | Costas da Rússia                           |
| 2006 | Лючия ди Ламмермур              | Lucia di Lammermoor                        |
| 2006 | Криком Журавлиным               | O Grito de um Grou                         |
| 2007 | ЯМАЙКА                          | Jamaica                                    |
| 2009 | La Donna è Mobile               | La Donna è Mobile                          |
| 2009 | Люби меня                       | Me Ame                                     |
| 2011 | Раз два три                     | Um, Dois, Três                             |
| 2012 | Фронтовики                      | Os Veteranos da Guerra                     |
| 2012 | Мне бы в небо (Дуэт с Ксеноной) | Até o Céu (Dueto com Xenona)               |
| 2013 | Я подарю тебе мир               | Eu te darei o Mundo                        |
| 2016 | Делю любовь на доли             | Eu divido o amor em ações                  |
| 2016 | Мэйд ин чайна                   | Feito na China (Dueto com Sergey Pudovkin) |
| 2017 | Подари Мне Любовь               | Me Dê Amor                                 |
| 2018 | Симфония № 4                    | Sinfonia № 4                               |
| 2018 | Roll With the Beat              | Vá Com o Ritmo (Feat. Nappy Roots)         |
| 2019 | Делала                          | Delala                                     |

## Filmografia
- 2003 - Evlampiya Romanova - Uma investigação conduzida por um amador - Como Leo Sko
- 2003 - Sete Julietas e dois Romeus (Curta) - Como o Produtor
- 2005-2006 - Dia Doido - Como Lyapa Otvyazny
- 2009 - Mulan - Como Wude
- 2010 - O Último Segredo do Mestre - Cameo
- 2011 - A Fundação de um Partido - Como Grigori Voitinsky
- 2012 - Uma Noite Para Ser Uma Estrela - Ele mesmo